# Aréna Salaberry
Situé sur l'île de Salaberry-de-Valleyfield, l'Aréna Salaberry accueille depuis plusieurs années le hockey mineur et a accueilli les Braves de Valleyfield de la Ligue de hockey junior AAA du Québec pendant plusieurs années.

## Histoire
En 2007, les Jeux Olympiques Spéciaux provinciaux d'hiver se sont en partie déroulés à l'aréna. L'aréna est aussi utilisé par le Cégep de Valleyfield voisin.
À l'été 2013, les Braves de Valleyfield de la Ligue nord-américaine de hockey deviennent de nouveaux locataires de l'aréna. L'équipe dispute seulement six matchs à domicile avant d'être transféré le 25 novembre vers le Colisée de Laval pour devenir les Braves de Laval.